# Богдан-2312
Богдан-2312 (Bogdan-2312 (англ.)) — український легковий автомобіль з кузовом типу пікап, розроблений на базі шасі ВАЗ-2110.

## Опис моделі
Корпорація «Богдан» на київському автосалоні SIA-2010 в кінці травня 2010 року представила дослідний зразок пікапа «Богдан-2312» на базі ВАЗ-21101. У нього напіврамна конструкція з ресорною задньою підвіскою і досить широким кузовом з абсолютно рівною підлогою, без виступаючих арок. Відповідно, навантажувальна висота вийшла значно більша, ніж у фургоні Богдан-2310, де залишена тримальна панель підлоги в задній частині. У пікапа відкидається задній борт, є захисна решітка за заднім склом, а по периметру пристосовані спеціальні кільця для натягування тенту. Запланований і каркас для тенту, в рівень з дахом кабіни або навіть вище. Вантажопідйомність 700 кг. 
Малогабаритний пікап - це ще і знахідка для виробників різного типу кузовних надбудов, від найпростіших каркасних тентів до «ізотермічок» з холодильниками.